# كولادو فيلابا
```
كويادو فيالبا
 
(
بالإنجليزية
: 
Collado Villalba
)‏
 هي بلدية 
ومدينة
 في 
منطقة الحكم الذاتي
 وتقع في 
منطقة مدريد
 في وسط 
إسبانيا
.
[
4
]
[
5
]
[
6
]
 تبلغ مساحة هذه المدينة 26.5 (كم²)، ويبلغ عدد سكانها 61955 نسمة حسب إحصاء سنة 2012 م.
```

## أعلام
- إليسا سيرنا
- بلانكا باديلا

## وصلات خارجية
- http://www.ayto-colladovillalba.org/